# Gamaster dakarensis
Gamaster dakarensis är en sjöpungsart som beskrevs av Pizon 1894. Gamaster dakarensis ingår i släktet Gamaster och familjen kulsjöpungar. Inga underarter finns listade i Catalogue of Life.